# Keno
Keno – międzynarodowa gra liczbowa, a także protoplasta wymyślonej w Polsce gry liczbowej Multi Multi.
Jedna z najpopularniejszych gier liczbowych na świecie. Jej europejski rodowód sięga początków XVI wieku. Benedetto Gentile, jeden z miejskich rajców w Genui w 1519 r. wykorzystał sposób dokooptowywania brakujących do kompletu rajców miejskich do opracowania zasad nowej gry liczbowej. Pomysł zrobił wówczas prawdziwą furorę, a miejskiej kasie przyniósł prawdziwe zyski. Jednak wraz z upadkiem miasta ten prosty i skuteczny sposób został na całe lata zapomniany. Ożył dopiero po wiekach w grach losowych. W swojej obecnej formie reaktywowany został w Berlinie Zachodnim w 1953.
W Kanadzie wybiera się od 2 do 10 liczb z 70. Kupon składa się z czterech zakładów. Gracz sam decyduje o wysokości wygranej zakreślając jedno z czterech pól odpowiadających stawkom: 1, 2, 5 lub 10 dolarów. Kupon może uczestniczyć w od 1 do 10 losowań. Losowania odbywają się codziennie. Maksymalnie można wygrać 2,5 miliona dolarów. We Francji skreśla się od 4 do 10 liczb z 70. Losuje się 20 kul. Kupon składa się z pięciu zakładów po od 4 do 10 liczb. Losowania odbywają się 2 razy dziennie. Podobnie jest w przypadku niemieckiego Keno. W węgierskim Keno zakres liczb wynosi od 1 do 80.

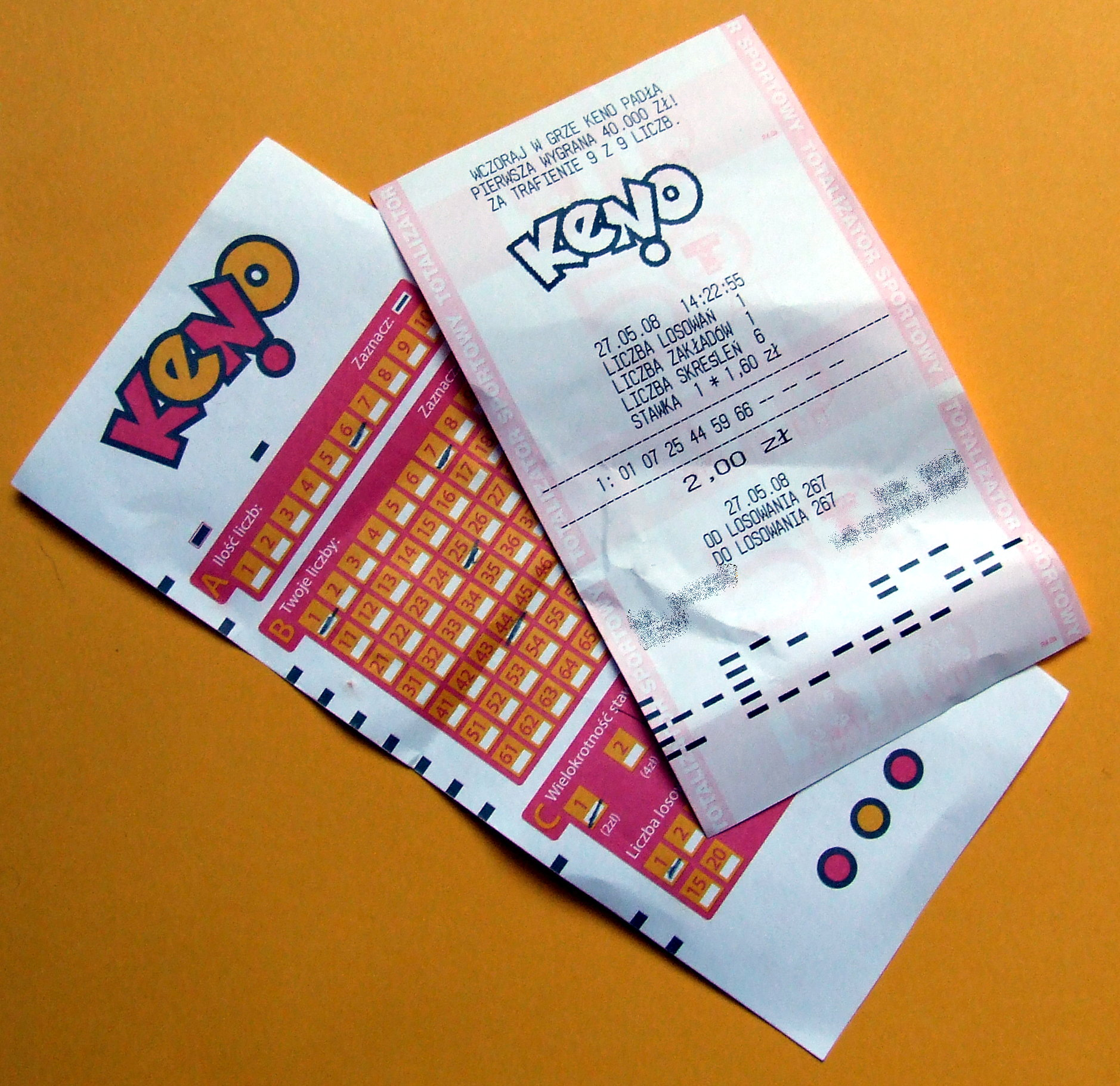
Kupony Keno

## Keno w Polsce
26 maja 2008 o 7:00 odbyło się pierwsze losowanie polskiego Keno organizowanego przez Totalizator Sportowy. W grze tej co 4 minuty losowane jest 20 liczb z przedziału od 1 do 70, a grający może wybrać ile liczb chce skreślić, za jaką stawkę chce zagrać oraz ile zakładów chce zawrzeć. W zależności od ilości obstawionych liczb istnieją różne stopnie wygranych – w tym jeden stopień wygranych dla zakładu, w której nie padła żadna z wytypowanych przez gracza liczb. Pojedyncza stawka zakładu wynosi 2 zł. Od 1 maja 2014 zmieniono wysokość wygranych za pojedynczą stawkę. Od tej pory gracze, mają szansę wygrywać jeszcze więcej pieniędzy i o wiele częściej. Pojawiły się również na blankiecie stawki za grę, które mogą być dowolnie zwiększane (maksymalnie do 10 razy). Wybrane liczby przez gracza będą mogą wziąć udział w maksymalnie 50 kolejnych losowaniach. Na jej podstawie 31 stycznia 2020 dodano nową grę, podobną, lecz zmodyfikowaną, o nazwie Szybkie 600, której losowania, podobnie jak losowania Keno, odbywają się co 4 minuty.
Tabela wygranych w stosunku do trafionych liczb (obowiązuje od 1 maja 2014 r.)
| Trafione / Typowane | 10         | 9         | 8         | 7        | 6      | 5      | 4     | 3     | 2     | 1    |
| ------------------- | ---------- | --------- | --------- | -------- | ------ | ------ | ----- | ----- | ----- | ---- |
| 10                  | 200 000 zł |           |           |          |        |        |       |       |       |      |
| 9                   | 3 000 zł   | 50 000 zł |           |          |        |        |       |       |       |      |
| 8                   | 250 zł     | 750 zł    | 10 000 zł |          |        |        |       |       |       |      |
| 7                   | 32 zł      | 100 zł    | 300 zł    | 1 500 zł |        |        |       |       |       |      |
| 6                   | 6 zł       | 10 zł     | 44 zł     | 66 zł    | 500 zł |        |       |       |       |      |
| 5                   | 2 zł       | 4 zł      | 8 zł      | 8 zł     | 54 zł  | 250 zł |       |       |       |      |
| 4                   |            | 2 zł      | 2 zł      | 4 zł     | 6 zł   | 18 zł  | 60 zł |       |       |      |
| 3                   |            |           |           | 2 zł     | 2 zł   | 4 zł   | 4 zł  | 18 zł |       |      |
| 2                   |            |           |           |          |        |        | 2 zł  | 4 zł  | 14 zł |      |
| 1                   | 2 zł       |           |           |          |        |        |       |       |       | 3 zł |
| 0                   | 6 zł       | 2 zł      | 2 zł      |          |        |        |       |       |       |      |

## Najwyższe wygrane
Tabela przedstawia 5 najwyższych wygranych w Keno:
| Data              | Wygrana (w złotych) | Miasto         |
| ----------------- | ------------------- | -------------- |
| 7 listopada 2022  | 2 000 000,00        | Lotto.pl       |
| 21 listopada 2019 | 2 000 000,00        | Biała Podlaska |
| 10 stycznia 2015  | 2 000 000,00        | Stęszew        |
| 12 maja 2022      | 1 200 000,00        | Poznań         |
| 30 kwietnia 2021  | 1 000 000,00        | Brzeg Dolny    |